# Trichaltica scabricula
Trichaltica scabricula är en skalbaggsart som först beskrevs av George Robert Crotch 1873.  Trichaltica scabricula ingår i släktet Trichaltica och familjen bladbaggar. Inga underarter finns listade i Catalogue of Life.